# روكاسترادا
روكاسترادا (بالإيطالية: Roccastrada) هي كومونا (بلدية) تقع في مقاطعة غروسيتو في منطقة تسكانة الإيطالية، وتقع على بعد حوالي 95 كيلومترا (56 ميل) جنوب فلورنسا وحوالي 25 كيلومتر (16 ميل) شمال غروسيتو بين سهل ماريما وكولين ميتاليفري.

## فراتسيونين
تتكون البلدية من مقر بلدية روكاسترادا وقرى (فراتسيوني) مونتيماسي، بيلوني، ريبولا، روكاتيديريجي، ساسفورتينو، ستيتشيانو وتورنييلا.

## حكومة

### قائمة العمد
| عمدة                | بداية الفصل الدراسي | نهاية المدة           | حزب، حفلة                           |
| ------------------- | ------------------- | --------------------- | ----------------------------------- |
| أولينتو بارتالوتشي  | 1995                | 1999                  | حزب اليسار الديمقراطي               |
| ليوناردو ماراس      | 1999                | 2009                  | ديمقراطيو اليسار / الحزب الديمقراطي |
| جيانكارلو إينوشينتي | 2009                | 2014                  | مستقل ( يسار الوسط )                |
| فرانشيسكو ليماتولا  | 2014                | مايجب في الوضع الراهن | مستقل ( يسار الوسط )                |

## روابط خارجية
- الموقع الرسمي